# San Felipe Hueyotlipan
San Felipe Hueyotlipan es una junta auxiliar del municipio de Puebla de Zaragoza, en el estado de Puebla, México. Se ubica en la zona noroeste de la ciudad. La principal estación de autobús de la ciudad, la CAPU, se ubica en San Felipe Hueyotlipan.
El nombre Hueyotlipan proviene del náhuatl Huēyohtlipan (pronunciado [weːjoʔt͡ɬipan]). Se compone de huēy, «grande»; ohtli, «camino»; -pan, sufijo de lugar: "Sobre el camino grande".
Es una localidad sin antecedentes prehispánicos, resultado de las migraciones de trabajadores de la industria textil que se asentaron en el incipiente corredor textil del Atoyac. Fue un municipio independiente hasta 1962, año en el que el Congreso del Estado decretó su anexión al municipio de Puebla.
- Datos: Q9073428